# Ів Міранд
Ів Міра́нд (фр. Yves Mirande; 8 травня 1876, Баньє, Мен і Луара, Франція — 17 березня 1957, Париж, Франція) — французький драматург, сценарист та кінорежисер.

## Біографія
Після початку короткої кар'єри в журналістиці, потім у політиці, Ів Міранд поринув у театральний світ, ставши писати п'єси. Починаючи з другої половини 1910-х років він також написав численні сценарії для кіно, а в 1932 році дебютував як режисер, поставивши фільм «Чудовий день». Відтоді і до 1940 року включно зрежисував 10 кінострічок, кілька з яких у свівавторстві з Жоржем Лакомбом.

## Фільмографія
Сценарист
- 1929 : Три голі дівчини / Trois jeunes filles nues
- 1930 : Зелений спектр / Le spectre vert
- 1930 : Подружнє ліжко / The Matrimonial Bed
- 1930 : Якби імператор знав / Si l'empereur savait ça
- 1930 : Олімпія / Olympia
- 1931 : Повстання у в'язниці / Révolte dans la prison
- 1931 : Шанс / La chance
- 1931 : Метушня / Tumultes
- 1931 : Октав / Octave (к/м)
- 1931 : Неодружений батько / Le père célibataire
- 1932 : Ти будеш герцогинею / Tu seras Duchesse
- 1932 : Неждане знайомство / Papa sans le savoir
- 1932 : Чудовий день / La merveilleuse journée
- 1932 : Щоб жити щасливо / Pour vivre heureux
- 1932 : Це так, Симоне / Simone est comme ça
- 1933 : Я тобі довіряю свою дружину / Je te confie ma femme
- 1934 : Шарлемань / Charlemagne
- 1934 : Король Єлісейських полів / Le roi des Champs-Élysées
- 1934 : Вершник Лафлер / Le cavalier Lafleur
- 1934 : Яка смішна дівчинка / Quelle drôle de gosse!
- 1935 : Тисячна купюра / Le billet de mille
- 1935 : Принцеса Там-Там / Princesse Tam-Tam
- 1935 : Веселі арени / Arènes joyeuses
- 1935 : Баккара / Baccara
- 1936 : Потяг задоволень / Train de plaisir
- 1936 : Паща в золоті / Une gueule en or
- 1936 : Сім чоловіків, одна жінка / Sept hommes, une femme
- 1936 : Все добре, мадам ла Маркіз / Le grand refrain
- 1936 : Менільмонтан / Ménilmontant
- 1936 : Все добре, мадам маркіза / Tout va très bien madame la marquise
- 1936 : Пани чиновники / Messieurs les ronds de cuir
- 1937 : За нас двох, мадам життя! / À nous deux, madame la vie
- 1937 : Бальний записник / Un carnet de bal
- 1938 : Четверта година ранку / Quatre heures du matin
- 1938 : Президент / La présidente
- 1938 : Паризьке кафе / Café de Paris
- 1939 : За фасадом / Derrière la façade
- 1939 : Пом'якшувальні обставини / Circonstances atténuantes
- 1940 : Париж-Нью-Йорк / Paris New-York
- 1940 : Їх було 12 жінок / Elles étaient douze femmes
- 1940 : Мулен Руж / Moulin Rouge
- 1941 : 40-й рік / L'an 40
- 1941 : Акробат / L'acrobate
- 1941 : Поцілунки на сніданок / Kisses for Breakfast
- 1941 : Дивна Сюзі / L'étrange Suzy
- 1941 : Це не я / Ce n'est pas moi
- 1942 : Жінка, яку я кохав сильніше за всіх / La femme que j'ai le plus aimée
- 1942 : Ласкаво просимо / Soyez les bienvenus
- 1942 : До ваших розпоряджень, мадам / À vos ordres, Madame
- 1942 : Благодійник / Le bienfaiteur
- 1942 : Дрібнички / Les petits riens
- 1943 : Дівчата вночі / Des jeunes filles dans la nuit
- 1943 : Пісня вигнанця / Le chant de l'exilé
- 1943 : Полковник Шабер / Le colonel Chabert
- 1945 : Таємниця Сен-Валя / Le mystère Saint-Val
- 1949 : Клітина для дівчаток / La cage aux filles
- 1950 : Виробник хліба / La portatrice di pane
- 1954 : Це паризьке життя / C'est la vie parisienne
- 1954 : Дві сироти / Le due orfanelle

Режисер
- 1932 : Чудовий день / La merveilleuse journée
- 1935 : Баккара / Baccara
- 1936 : Сім чоловіків, одна жінка / Sept hommes, une femme
- 1936 : Великий хор / Le grand refrain
- 1936 : Пани чиновники / Messieurs les ronds de cuir
- 1937 : За нас двох, мадам життя! / À nous deux, madame la vie
- 1938 : Паризьке кафе / Café de Paris
- 1939 : За фасадом / Derrière la façade
- 1940 : Париж-Нью-Йорк / Paris New-York
- 1940 : Мулен Руж / Moulin Rouge

Продюсер
- 1933 : Я тобі довіряю свою дружину / Je te confie ma femme
- 1936 : Великий хор / Le grand refrain

## Визнання
| Рік                                    | Категорія                                    | Фільм                                  | Результат |
| -------------------------------------- | -------------------------------------------- | -------------------------------------- | --------- |
| Венеційський міжнародний кінофестиваль |                                              |                                        |           |
| 1939                                   | Кубок Муссоліні за найкращий іноземний фільм | За фасадом (спільно з Жоржем Лакомбом) | Номінація |